# Saison 2013 des Royals de Kansas City
La saison 2013 des Royals de Kansas City est la 45e saison en Ligue majeure de baseball pour cette franchise.
Les Royals connaissent en 2013 leur meilleure saison depuis 1989. Leurs lanceurs remettent la meilleure moyenne de points mérités collective (3,45) de la Ligue américaine et leurs lanceurs de relève établissent un record de franchise avec une moyenne de points mérités de 2,55,. Une année 2013 de 86 victoires et 76 défaites, 14 matchs gagnés de plus qu'en 2012, assure aux Royals une première saison gagnante depuis 2003 et une deuxième seulement depuis 1994. Le club rate toutefois les séries éliminatoires en se classant troisième sur 5 équipes dans la division Centrale de l'Américaine, à 7 parties des meneurs et à seulement 5 parties et demie d'une qualification pour les matchs d'après-saison.

## Contexte
Avec 72 victoires et 90 défaites, les Royals gagnent en 2012 un match de plus qu'en 2011 et terminent au troisième rang sur cinq équipes dans la division Centrale de la Ligue américaine. C'est une neuvième saison perdante de suite pour la franchise et la 17e fois en 18 ans qu'elle perd davantage de matchs qu'elle n'en gagne.

## Intersaison

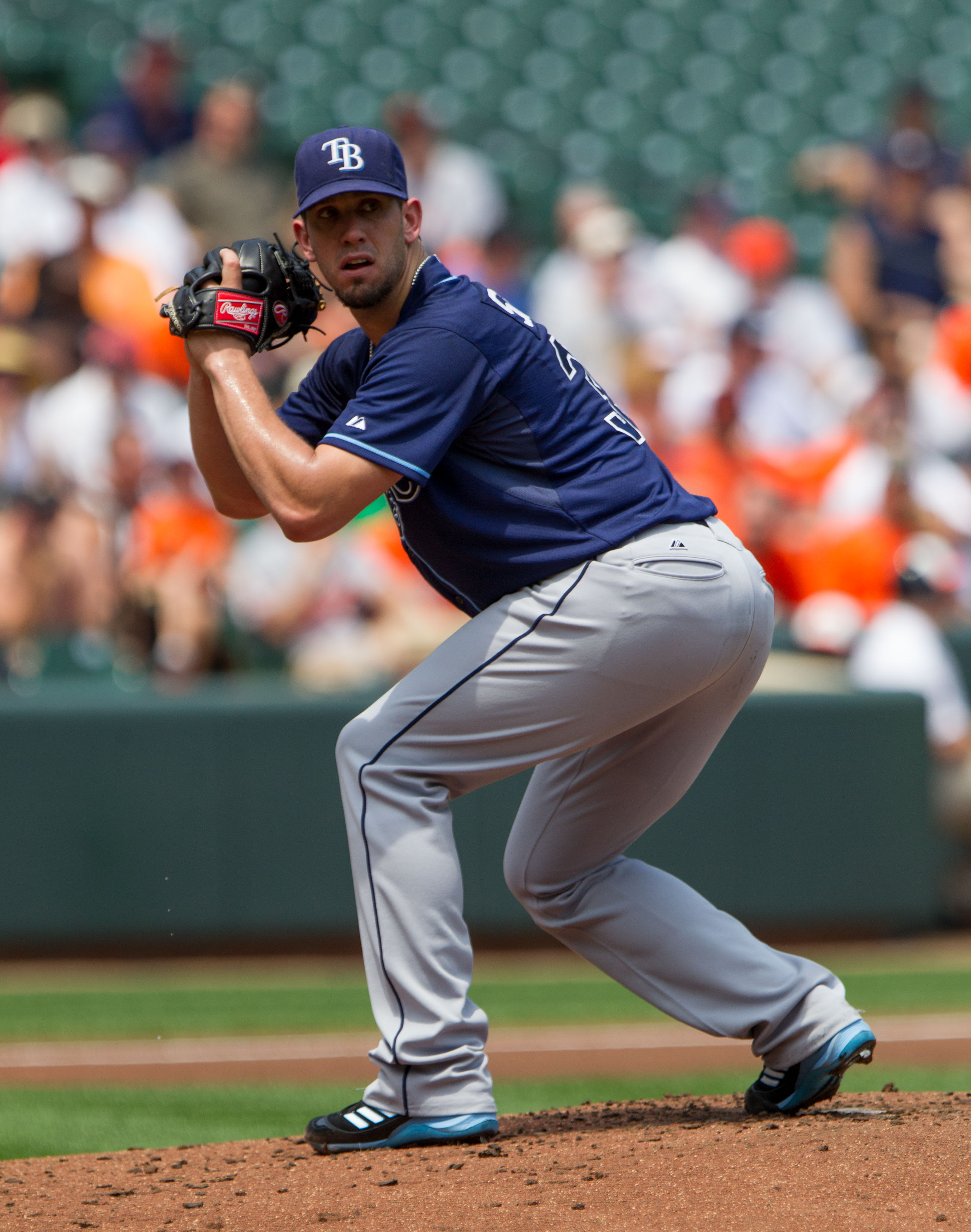
James Shields est acquis des Rays de Tampa Bay en décembre 2012.

Durant la saison morte, les Royals cherchent surtout à améliorer leur personnel de lanceurs, qui a connu une année 2012 difficile. Pour ce faire, ils acceptent de se départir d'un joueur d'avenir convoité, le voltigeur Wil Myers, cédé aux Rays de Tampa Bay le 9 décembre 2012 avec le lanceur droitier Jake Odorizzi, le lanceur gaucher Mike Montgomery et le troisième but Patrick Leonard pour obtenir les lanceurs partants droitiers James Shields et Wade Davis ainsi que l'arrêt-court Elliot Johnson,. Jeremy Guthrie, un autre partant droitier, obtenu du Colorado en juillet 2012, signe un contrat de trois ans avec Kansas City. Le lanceur droitier Felipe Paulino est mis sous contrat pour une année supplémentaire même s'il a subi en 2012 une opération de type Tommy John au coude et amorce 2013 sur la liste des joueurs blessés. Les vétérans releveurs George Sherrill, un gaucher, et les droitiers Brian Sanches et Dan Wheeler se joignent aux Royals via des contrats des ligues mineures. Idem pour Anthony Ortega (droitier) et Atahualpa Severino (gaucher).
Le lanceur droitier Jeremy Jeffress et le gaucher Tommy Hottovy passent à Toronto et Texas, respectivement, dans des transactions mineures. Le droitier Chris Volstad quitte via le marché des agents libres.
Le lanceur droitier Vin Mazzaro et le joueur de premier but Clint Robinson sont transférés le 28 novembre 2012 aux Pirates de Pittsburgh contre les jeunes lanceurs Luis Rico et Luis Santos.
En novembre 2012, le troisième but Brandon Wood rejoint les Royals via un contrat des ligues mineures, tout comme le vétéran Miguel Tejada, aussi joueur de troisième but. Les deux joueurs n'ont pas évolué dans les majeures depuis 2011. Les receveurs George Kottaras, ancien des A's d'Oakland, et Brett Hayes des Marlins de Miami s'amènent chez les Royals après avoir été réclamés par l'équipe au ballottage. Kansas City perd toutefois de la même façon le joueur de deuxième but Tony Abreu, réclamé par San Francisco. Les voltigeurs Endy Chávez et Xavier Nady acceptent des contrats des ligues mineures.

## Calendrier pré-saison
L'entraînement de printemps des Royals se déroule du 22 février au 29 mars 2013.

## Saison régulière
La saison régulière des Royals se déroule du 1er avril au 29 septembre 2013 et prévoit 162 parties. Elle débute par une visite aux White Sox de Chicago et le premier match local à Kansas City est disputé le 8 avril contre les Twins du Minnesota.

### Mai
- 30 mai : Les Royals relèguent aux ligues mineures leurs deux instructeurs des frappeurs, Jack Maloof et Andre David, et nomment leur ancienne vedette George Brett au poste de nouvel entraîneur des frappeurs[19].

### Septembre
- 29 septembre : les Royals complètent une saison de 86 victoires, leur meilleure depuis 1989[1]. Leurs lanceurs sont premiers de la Ligue américaine en 2013 avec une moyenne de points mérités collective de 3,45[2] et leurs lanceurs de relève établissent un record de franchise avec une moyenne de points mérités de 2,55[1],[3].

### Classement
| Ligue américaine (Division Centrale) | V  | D  | %    | Diff. | Diff. (séries) |
| ------------------------------------ | -- | -- | ---- | ----- | -------------- |
| Tigers de Détroit                    | 93 | 69 | ,574 | -     | -              |
| Indians de Cleveland                 | 92 | 70 | ,568 | 1     | +½             |
| Royals de Kansas City                | 86 | 76 | ,531 | 7     | 5½             |
| Twins du Minnesota                   | 66 | 96 | ,407 | 27    | 25½            |
| White Sox de Chicago                 | 63 | 99 | ,389 | 30    | 28½            |

## Affiliations en ligues mineures
| Niveau            | Équipe                      | Ligue                         |
| ----------------- | --------------------------- | ----------------------------- |
| AAA               | Omaha Storm Chasers         | Ligue de la côte du Pacifique |
| AA                | Northwest Arkansas Naturals | Texas League                  |
| A-Advanced        | Wilmington Blue Rocks       | Carolina League               |
| A                 | Kane County Cougars         | Midwest League                |
| Ligue des recrues | AZL Royals                  | Arizona League                |
| Ligue des recrues | Burlington Royals           | Appalachian League            |
| Ligue des recrues | Idaho Falls Chukars         | Pioneer League                |
| Ligue des recrues | DSL Royals                  | Dominican Summer League       |